# サワグルミ
サワグルミ（学名: Pterocarya rhoifolia）は、クルミ科サワグルミ属の落葉高木。

## 形態
落葉広葉樹の高木で、最大樹高35メートル (m) 、直径は1.2 mに達する 。オニグルミが大きく分枝し樹冠を大きく広げるのにと比べると、サワグルミの樹幹は比較的小さく、また主幹の分かる樹形になることが多い。樹皮は灰褐色や灰色で、若木は滑らかだが、のちに縦に裂けるようになる。一年枝は暗灰褐色でやや太く、皮目が多い。葉は約30センチメートル (cm) の奇数羽状複葉。春の芽吹きは早く、ほかの樹木に先駆けて芽吹く樹種のひとつである。芽吹いた葉は毛に覆われた明るい緑色をしている。
花期は5月ごろ。雌雄同株で、翼を持った種子を着けた40 cmほどの果穂を下垂する。種子は風によって散布される。花粉はオニグルミなどのクルミ属のものによく似るが、やや小さい。種子は大きいものと小さいものの差が激しく18倍もの差があるという。特に花序先端の花からできる種子は小さいとされる。花序内の花を間引くと種子も大きくなることから、栄養の分配に原因ががあるのではと推測されているがよくわかっていない。
冬芽は細長い円筒形で先が尖り、芽鱗が早めに落ちて裸芽になり、白っぽい毛に包まれており、基部に芽鱗痕がある。側芽は長い柄がついて枝に互生し、つけ根にごく小さい副芽をつける。葉痕は心形や腎形で、維管束痕が3個つく。冬芽5個で枝の周りを2回転する2/5の螺旋性。
サワグルミ属の発芽は地上性（英: epigeal germination）で子葉は種子の殻を持ちあげて地上に出てくる。このタイプの子葉は胚乳の栄養を吸い取る吸器、および最初に光合成をおこなう器官という2つの役割がある。子葉は深い切れ込みの入ったもので、羽状複葉にはなっていない。また、この後に出てくる本葉も複葉ではなく単葉になっていてかなり見た目の異なるものである。これに対してオニグルミなどのクルミ属は地下性の発芽（英:hypogeal germination）である。子葉は栄養分の貯蔵に特化し、殻の中に残ったまま発芽後にはやがて枯死する。

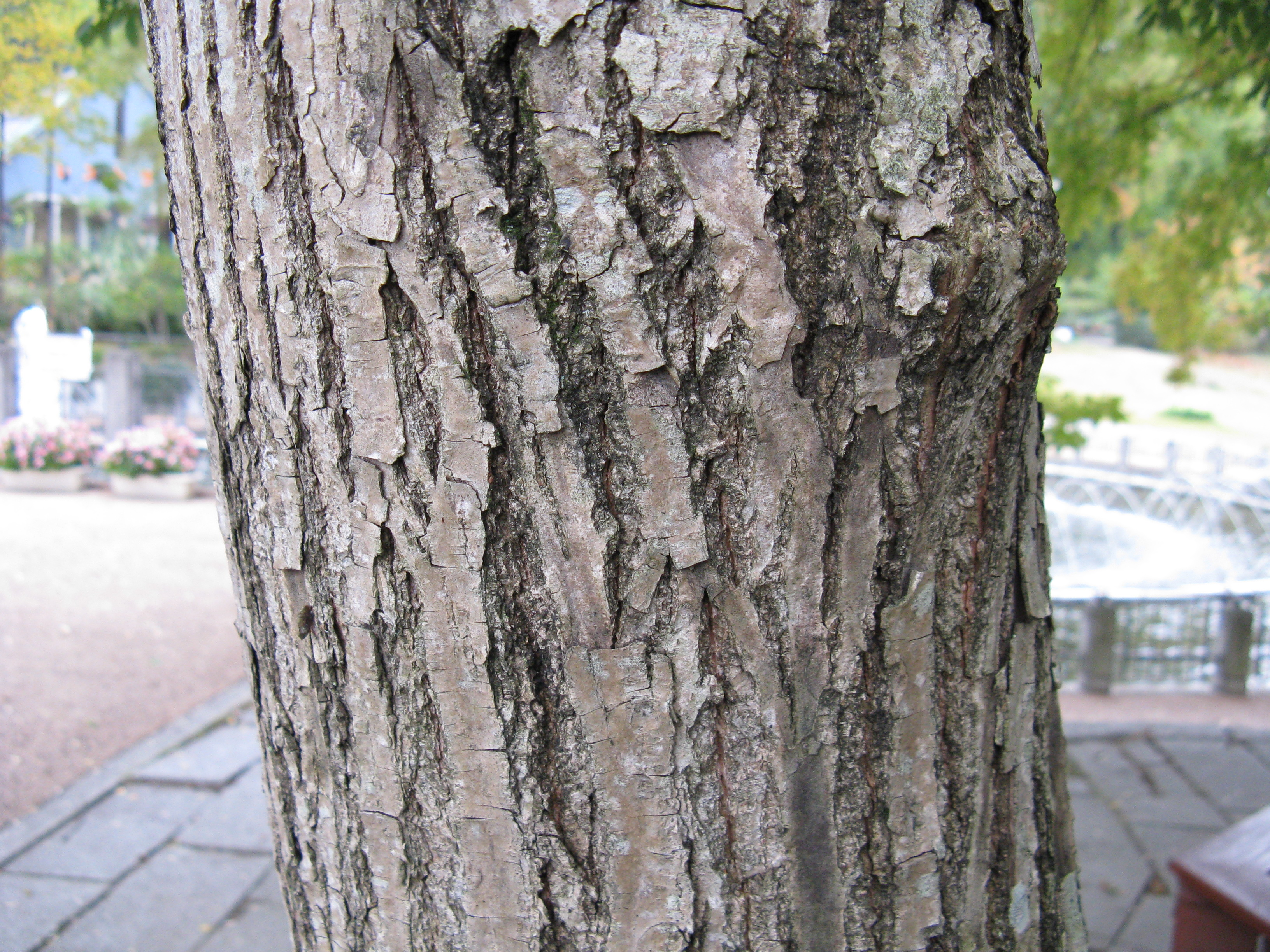
成木の樹皮は縦に裂ける
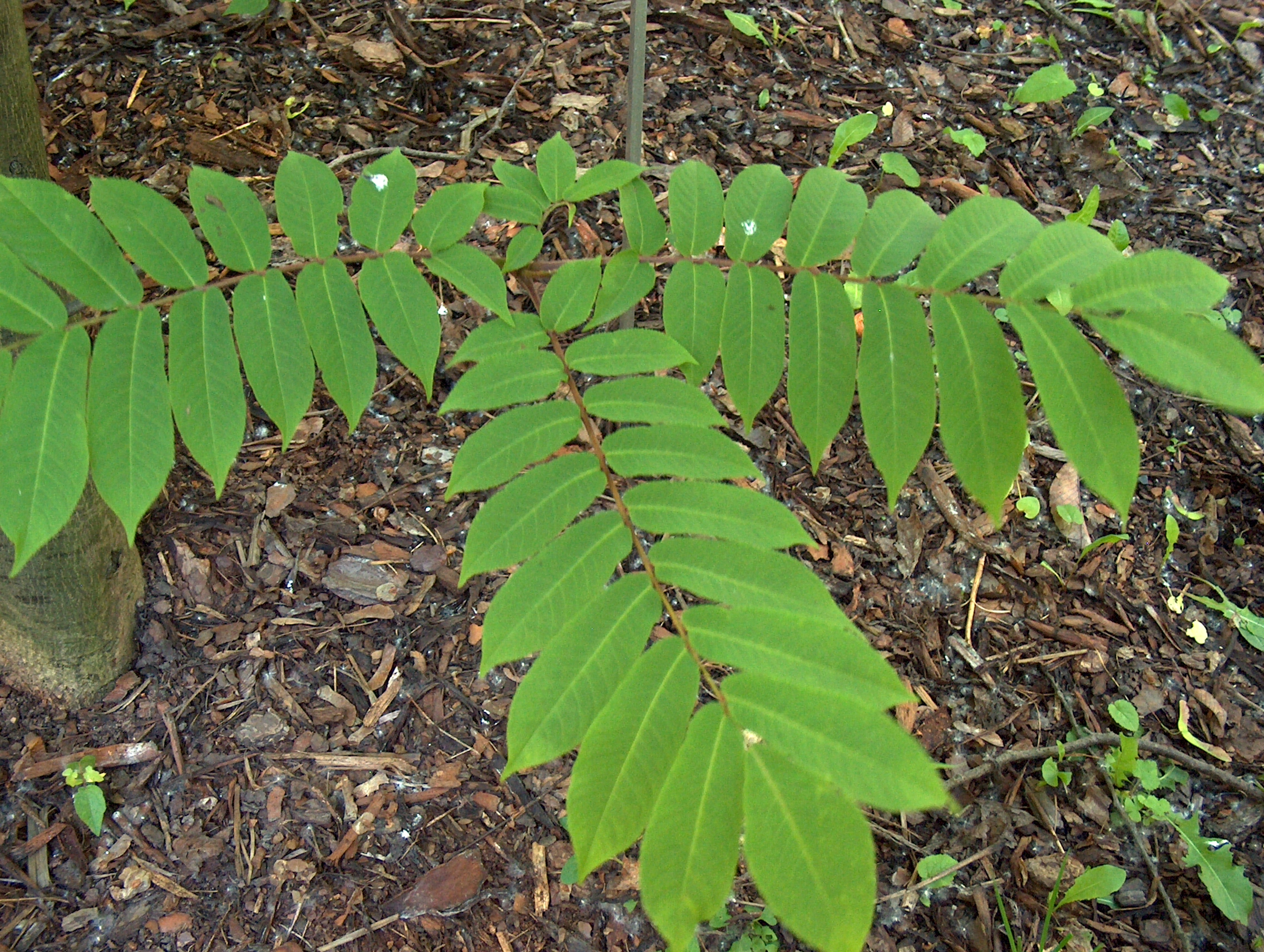
奇数羽状複葉
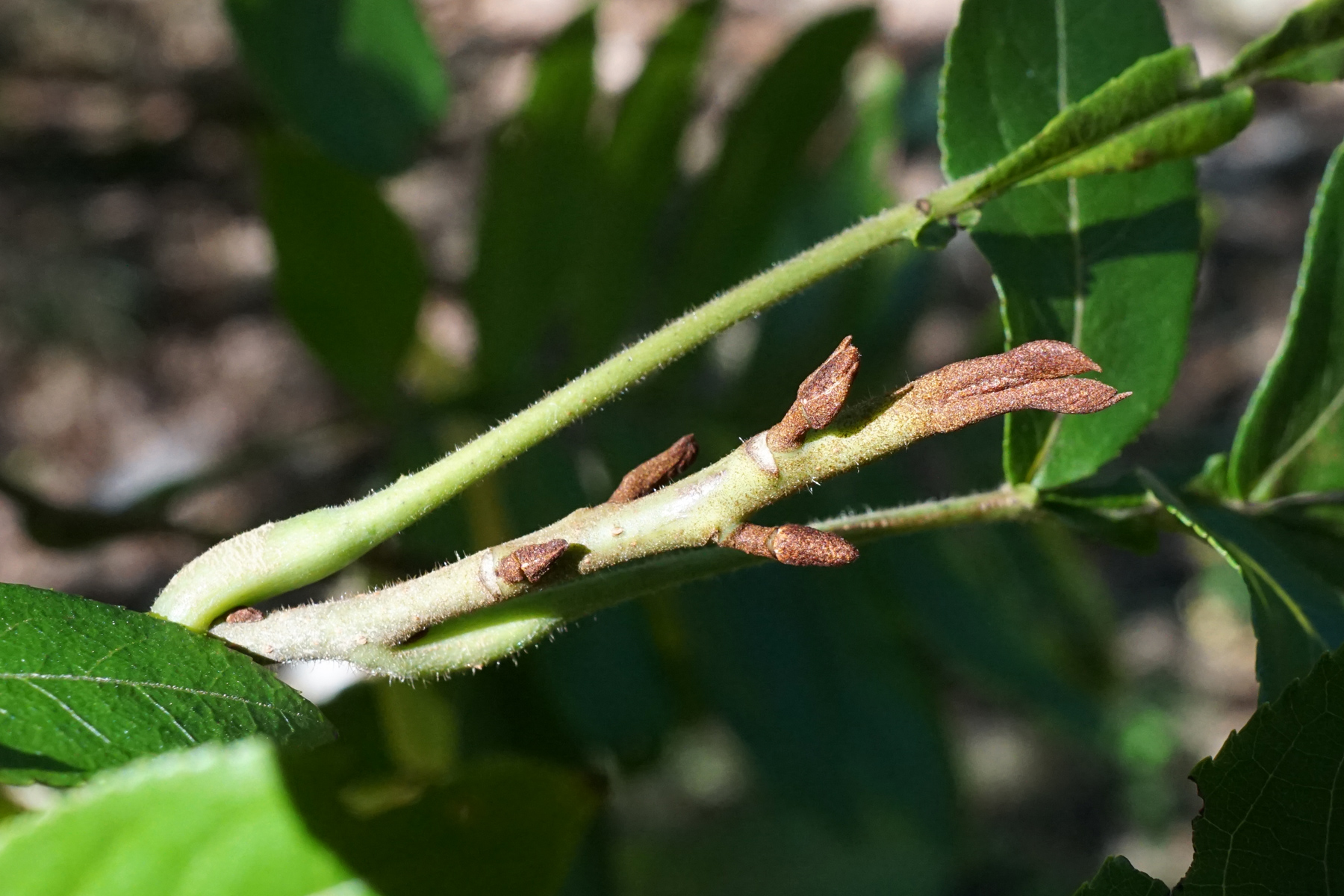
冬芽
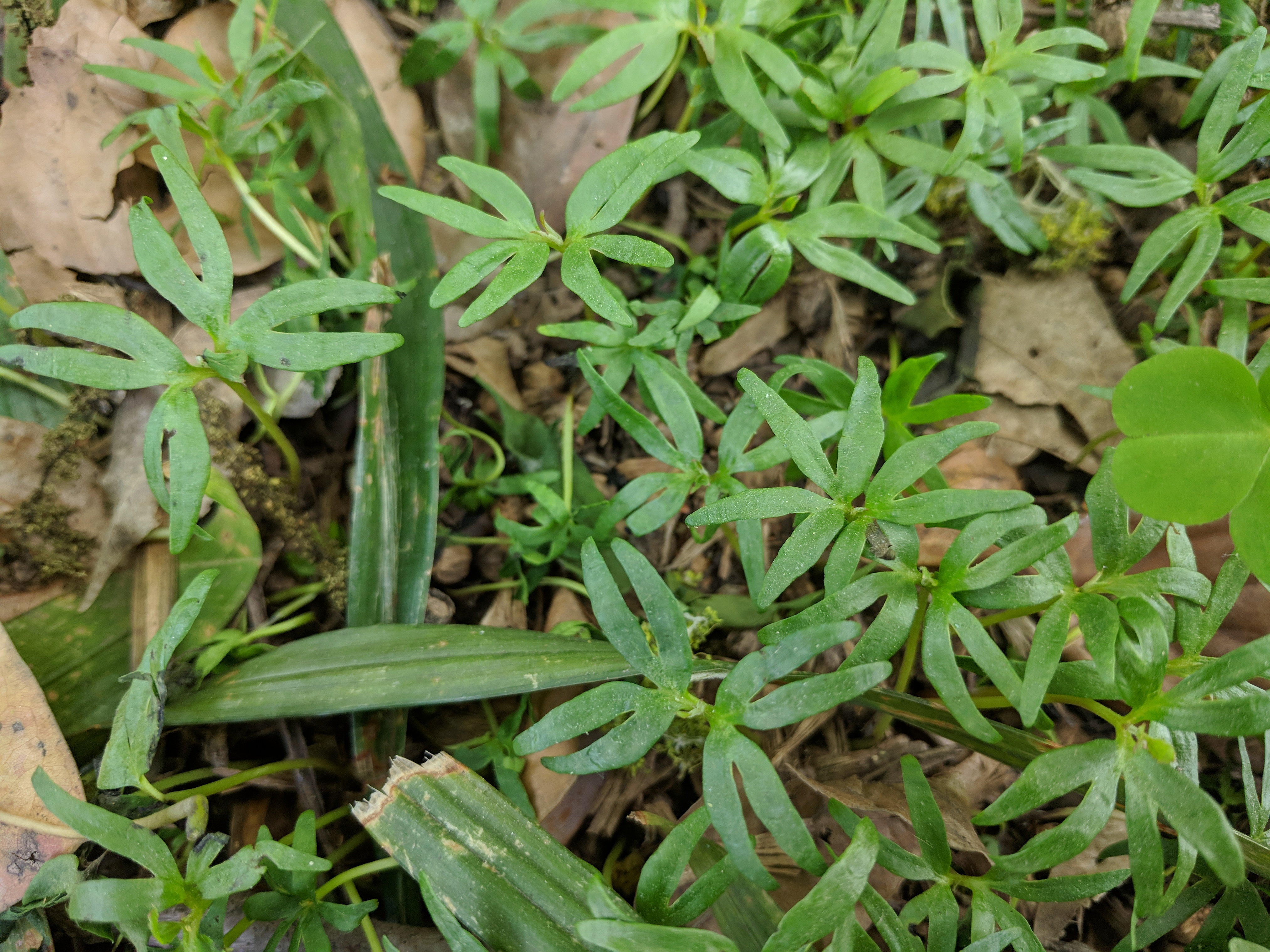
参考：近縁種Pterocarya stenonpteraの実生。発芽は地上性である。

## 生態
トチノキ類、ニレ類、ヤナギ類、ハンノキ類などと共に渓流沿いに出現する典型的な種の一つである。特に川幅の狭い山間部の谷底で優先することが多い。
土石流や地すべりなどの攪乱跡地にはサワグルミがしばしば出現する。土石流が起こるような谷では土石流の流下の終点、いわゆる堆積地に多く出現するという報告が多い。地すべり地帯では滑った塊（いわゆる移動体）のうち湧水のあるようなところでしばしばみられるという。同じように言われるものにフサザクラ（Euptelea polyandra）があるが、こちらは移動体が滑って形成された滑落崖に出現するとされる。
川沿いを好む他の樹種と同じく、本種も典型的な陽樹で伐採跡地などにはしばしば優先する。北海道での観察ではサワグルミは陽樹かつ大規模な攪乱が必要であるが、幾らかの耐陰性があるために、極陽性のハンノキ類と競合しても勝てるニッチを日照時間に難のある深い谷底で得ているとみられている。サワグルミは極陽性というわけではなく、関東地方における観察でもヤナギ林からサワグルミ林へと遷移していくことが予想されている。トチノキとは渓流沿いの微地形ですみ分けており、サワグルミの方が川沿いに出現するという。
河川沿いの土砂堆積地のような、水はけはよいが攪乱の頻度が高く乾燥もしやすいなど生存には悪条件も多い。実際に渓流に適応した樹種でも実生の死亡率は高いという。サワグルミがこのような場所に定着できる要因の一つとして種子が大きく、発芽後に根を素早く深く伸ばすことができるというものがある。また、側根をよく伸ばすことも砂礫地への適応の高さに繋がっている。同じような環境に出現するシオジと比較すると、サワグルミは初夏の展葉後も旺盛に成長を続け、夏までシュートを伸ばし新しい葉を広げるという。
渓流沿いに出現する樹種にはありがちなことではあるが、本種も土砂埋没時の発根能力が高い。実験ではサワグルミはトチノキ、ニレ類、ハンノキ類と比較しても特にこの能力が高く多数の根を出すといい、この辺りも土石流堆積地への適応の一つとみられる。
川沿いに生えるオニグルミやトチノキが動物散布種子なのに対し、サワグルミはヤナギ類と同じく風散布型である。
ツノカメムシ科のカメムシにはサワグルミ種子から吸汁するものが知られる。幼虫の色は黄緑色でサワグルミの幼果と同色で目立たない。雄成虫の尾端に挟み状の突起を持つイシハラハサミツノカメムシ（Acanthosoma ishiharai）は日本産大型カメムシとしては珍しく2011年に新種報告された比較的新しい種である。
大型のキツツキの一種クマゲラは営巣木やねぐら木としてはブナを好むが、採餌場所にはサワグルミやトチノキもよく訪れ、内部の虫を食べるという性質上、生きている木だけではなく枯木もよく利用している。

## 分布
日本の北海道から九州まで分布する

## 人間との関係

### 木材
道管の配置は散孔材で気乾比重は0.45程度、全体に淡い黄白色で心材と辺材の境は不明瞭である。乾燥および加工は容易だが、強度は低くまた腐りやすく保存性に難がある。パルプ、下駄、マッチの軸木、箸、経木などに利用される。
日陰で湿った土地でも生育し、高木となるため、荒廃地を復旧するため治山用の植樹にも用いられる。

### 種の保全状況
千葉県で絶滅危惧種Ⅰ類、香川県と鹿児島県で絶滅危惧Ⅱ類、佐賀県で準絶滅危惧種の指定を受けている。

### 象徴

#### 著名なサワグルミ
- 遠野市小友町のサワグルミ巨木（岩手県遠野市）市の天然記念物（1983年5月指定）[31]
- 薬莱山のブナ林、サワグルミ・トチノキ林の原生林（宮城県加美町）崖の周辺に成立した原生的な植生。町の天然記念物（2005年2月指定）

## 名前
標準和名「サワグルミ」は沢沿いに生える「クルミ」に似た樹木ということで、分布地および分類に基づいた名将となっている。
オニグルミと比べたときに実を食用にできるか否かという大きな違いがあるが、それでも「クルミ」と名の付く方言名は多い。川沿いに分布することを示す「カグルミ」「カーグルミ」「カワクルミ」「カワクリ」「カワス」「タニクルミ」などの名前が東北地方から山陰四国地方まで広く見られる。実が小さいことを示す「コグルミ」「コークル」「コグメ」なども北陸から九州北部にかけての日本海側でよく見られる。西日本各地のクルミ類の方言名でよく見られる「ノブ」「ノブノキ」は本種でもよく見られる。長崎県では「ハノブ」といい、葉ばかり目立つことからの命名とみられる。「ノブ」系の名前は概ね本種や同じく実が食用にならないノグルミに当てるが、中国四国などにはオニグルミもこの方言名で呼ぶ地域が一部にある。「ヤマギリ」など「キリ」の付く名前も全国的に広く分布し、木材の色合いがキリに似ているからとみられる。他に材質由来と見られる名前としてはとしては四国に「シロキ」もある。変わった名前として「ボヤ」「ボヤギリ」「ヘボ」（以上紀伊半島周辺）、「ヤシ」「ヤス」（北海道東北各地）などがある。
知里（1953）にはオニグルミのアイヌ語名は収録されているが、サワグルミは収録されていない。
中国名は、水胡桃。